# Малиново (Палехський район)
Малиново (рос. Малиново) — присілок в Палехському районі Івановської області Російської Федерації.
Населення становить 33 особи. Входить до складу муніципального утворення Пановське сільське поселення.

## Історія
Від 2005 року входить до складу муніципального утворення Пановське сільське поселення.

## Населення
| 2010 |
| ---- |
| 33   |